# 萊貝丁齊 (日托米爾州)
49°55′39″N 29°7′32″E / 49.92750°N 29.12556°E
萊貝丁齊（羅馬化：Lebedyntsi）是烏克蘭北部的村莊，隸屬日托米爾州的別爾季切夫區。該村始建於1683年，面積30平方公里，海拔高度227米，2001年人口436。